# Gelchsheim
Gelchsheim är en köping (Markt) i Landkreis Würzburg i Regierungsbezirk Unterfranken i förbundslandet Bayern i Tyskland.
Köpingen ingår i kommunalförbundet Aub tillsammans med staden Aub och kommunen Sonderhofen.